# Horka (powiat Chrudim)
Horka – gmina w Czechach, w powiecie Chrudim, w kraju pardubickim. Według danych z dnia 1 stycznia 2013 liczyła 402 mieszkańców.